# Biel Water
La Biel Water est une rivière de l'East Lothian en Écosse.

## Géographie
Elle s'écoule sur 4,5 kilomètres depuis Luggate Burn et Whittinghame Water, via Stenton, Biel, East Lothian (en) et Biel House (en), West Barns et Belhaven Bay connu pour son pont étrange, dont les extrémités sont submergées à marée haute,.

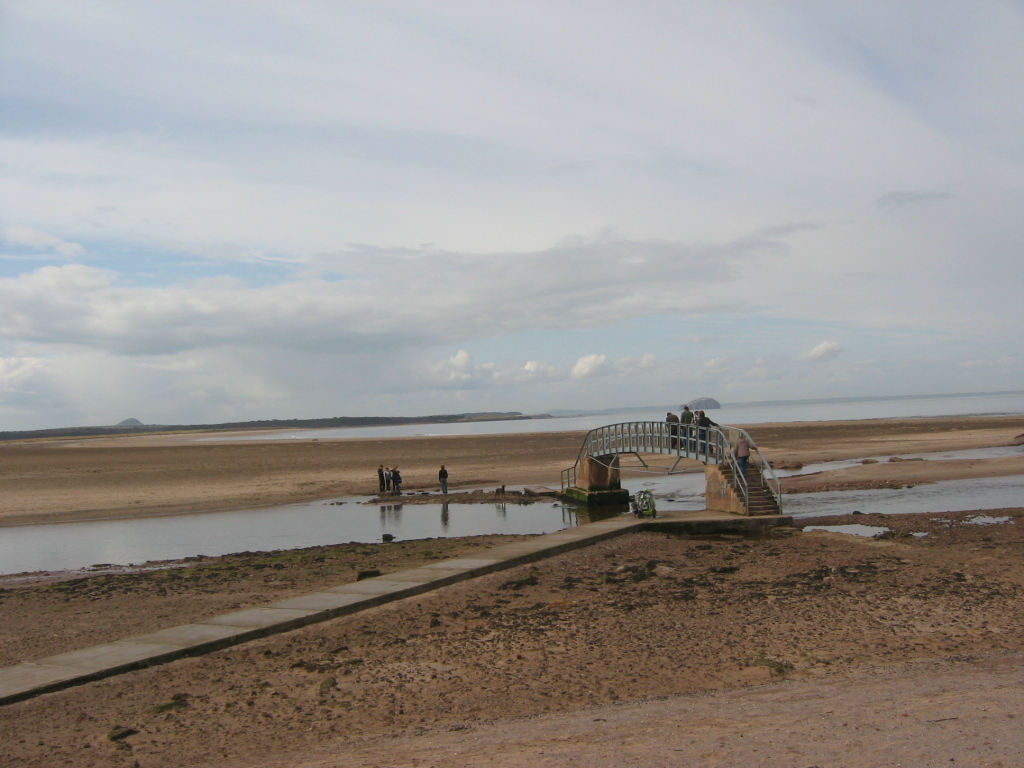
Le pont de la Biel Water.
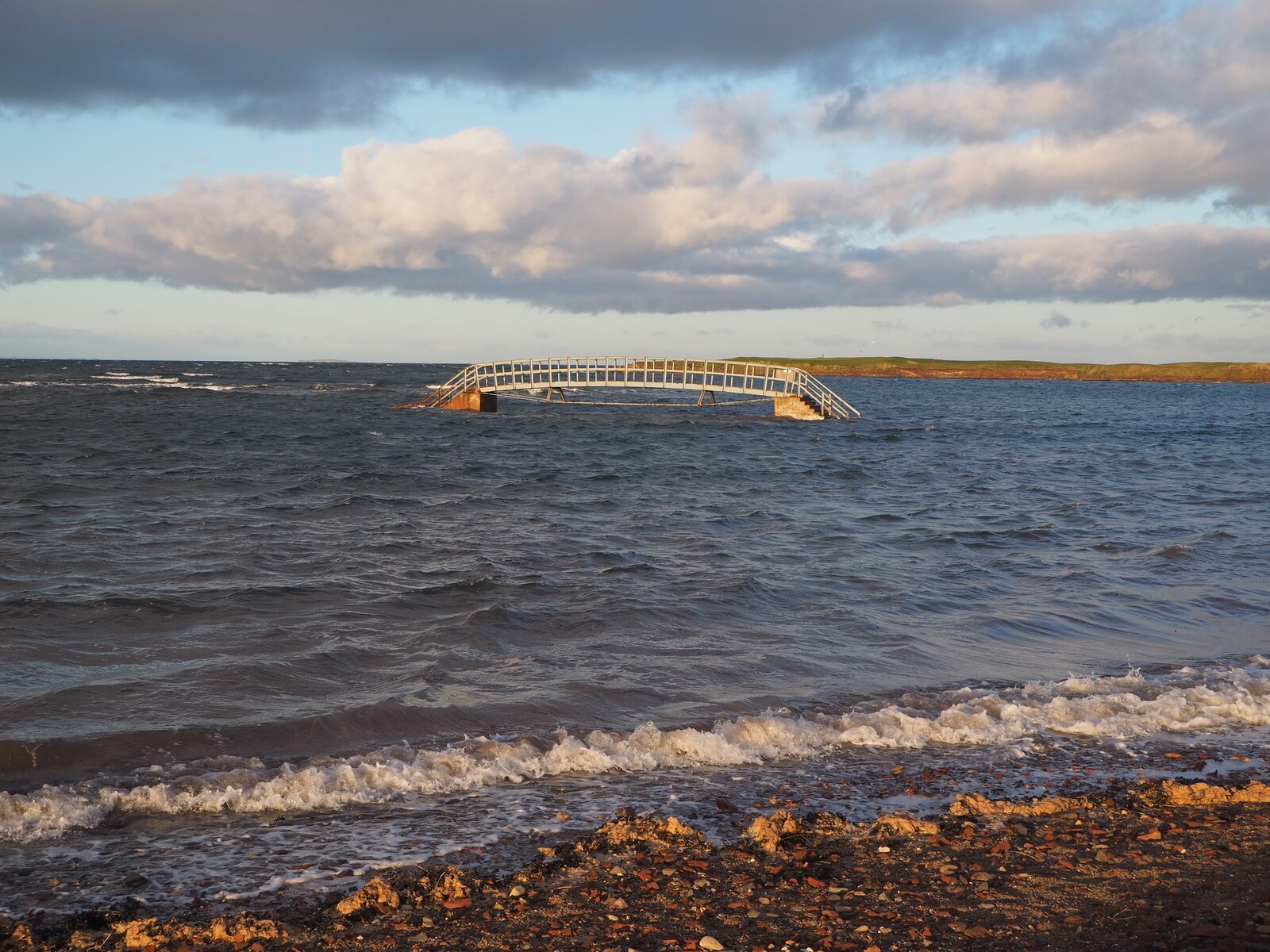
Le pont à marée haute.